# جاكي برادلي جونيور
جاكي برادلي جونيور (بالإنجليزية: Jackie Bradley, Jr.) هو لاعب كرة قاعدة أمريكي، ولد في 19 أبريل 1990 في ريتشموند في الولايات المتحدة.

## وصلات خارجية
- جاكي برادلي جونيور على موقع دوري كرة القاعدة الرئيسي (الإنجليزية)
- جاكي برادلي جونيور على موقعبيزبول رفرنس.كوم (الدوري الرئيسي) (الإنجليزية)
- جاكي برادلي جونيور على موقعبيزبول رفرنس.كوم (الدوري الثانوي) (الإنجليزية)
- جاكي برادلي جونيور على موقع إي إس بي إن.كوم (أم.أل.بي) (الإنجليزية)
- جاكي برادلي جونيور على موقع مشجعي الرسوم البيانية (الإنجليزية)